# We Can't Be Friends (Wait for Your Love)
We Can't Be Friends (Wait for Your Love) là bài hát của nữ ca sĩ người Mỹ Ariana Grande. Bài hát được phát hành thông qua Republic Records vào ngày 8 tháng 3 năm 2024 và là đĩa đơn thứ hai trong album phòng thu thứ bảy của cô là Eternal Sunshine (2024). Bài hát được sáng tác và sản xuất bởi Grande, Max Martin và Ilya Salmanzadeh. Đây là một bài hát thuộc thể loại synth-pop, Europop, electropop và power pop với sự ảnh hưởng của EDM, lời bài hát vừa đề cập đến sự tan vỡ của một mối quan hệ lãng mạn cũng là nói đến mối quan hệ của Grande với báo chí.
Bài hát được các nhà phê bình âm nhạc đón nhận tích cực và ra mắt ở vị trí đầu bảng xếp hạng Billboard Hot 100 của Hoa Kỳ, đánh dấu đĩa đơn quán quân thứ chín của Grande và là đĩa đơn thứ hai của cô từ Eternal Sunshine sau "Yes, And?". Ca khúc này đánh dấu lần ra mắt thứ bảy ở vị trí số một của cô, giúp cô trở thành nghệ sĩ nữ có nhiều ca khúc ra mắt ở vị trí số một nhất trong lịch sử, cũng như là ca khúc thứ 22 lọt vào top 10 trên bảng xếp hạng. Ca khúc này mang về cho Grande đĩa đơn quán quân thứ tư trên bảng xếp hạng Billboard Global 200 và đạt vị trí số một tại 12 quốc gia như Indonesia, Malaysia, New Zealand, Philippines, Singapore và Các Tiểu vương quốc Ả Rập Thống nhất. Ở những nơi khác, bài hát này cũng lọt vào top 10 ở 22 quốc gia khác, bao gồm Úc, Ireland, Litva, Hà Lan, Na Uy, Thụy Sĩ và Vương quốc Anh.
Một video ca nhạc đi kèm cho "We Can't Be Friends (Wait for Your Love)", do Christian Breslauer làm đạo diễn đã được phát hành đồng thời với đĩa đơn này. Ý tưởng cho video được lấy cảm hứng từ cốt truyện của bộ phim Eternal Sunshine of the Spotless Mind năm 2004, trong đó Grande trải qua một cuộc phẫu thuật xóa trí nhớ để quên đi người bạn trai cũ, do nam diễn viên người Mỹ Evan Peters thủ vai. Bài hát đã nhận được năm đề cử tại Giải Video âm nhạc của MTV cho Video của năm năm 2024, bao gồm Video của năm và giành giải Quay phim xuất sắc nhất. Để quảng bá cho đĩa đơn, Grande đã biểu diễn nó trên Saturday Night Live và tại Met Gala năm 2024.